# حمام نخست
حمام نخست مربوط به دوره قاجار است و در تبریز، خیابان معاصر، کوچه مدیر شهلاه واقع شده و این اثر در تاریخ ۱۱ مرداد ۱۳۸۴ با شمارهٔ ثبت ۱۲۴۳۶ به‌عنوان یکی از آثار ملی ایران به ثبت رسیده است.